# El Cimental
El Cimental är en ort i Mexiko.   Den ligger i kommunen Yuriria och delstaten Guanajuato, i den centrala delen av landet, 250 km väster om huvudstaden Mexico City. El Cimental ligger 1 792 meter över havet och antalet invånare är 424.
Terrängen runt El Cimental är varierad. Runt El Cimental är det ganska tätbefolkat, med 108 invånare per kvadratkilometer. Närmaste större samhälle är Valle de Santiago, 19,2 km nordost om El Cimental. I omgivningarna runt El Cimental växer huvudsakligen savannskog.